# اندیس خاک سرخ کاوند
خاک سرخ کاوند یک اندیس غیرفلزی است که در حوالی شهر اردل استان چهارمحال و بختیاری قرار دارد و مادهٔ معدنی موجود در آن، هماتیت است.سنگ میزبان این اندیس ائوسن است  